# М-может быть
«М-может быть (рисунок девушки)» (англ. M-Maybe (A Girl's Picture)) — картина американского художника Роя Лихтенштейна.
Сюжет этой картины художник позаимствовал из комикса, увеличив один «кадр» до размеров полутораметрового холста. Он сделал эскиз картины, с помощью эпископа спроецировал его на холст и перерисовал кистью. Отдельные области были выполнены с помощью трафарета и тангирной сетки. Картина была раскрашена с использованием только основных цветов и чёрных контуров. Лихтенштейн использовал в этой картине различимые точки (растровые элементы), которые при печати комиксов остаются практически невидимыми, однако точки наполняют лишь часть картины — тело девушки, её глаза, часть фона и занавеску на окне. Все остальные области заполнены сплошными чёткими цветами. Этот контраст привлекает внимание зрителя и заставляет подробнее изучить картину.
Подражая комиксам, Лихтенштейн изображает и мысли девушки: «М-может быть, он заболел и не смог уйти из мастерской!». Картина становится как бы частью большей истории с неизвестным сюжетом, о котором зритель может только догадываться. Однако изображённая на картине девушка, будучи героиней конкретной истории, одновременно является парадигмальным образом хрупкой женщины, зависящей от своего отсутствующего в данный момент героя. По её мыслям можно предположить, что этим героем является сам художник.